# 姜春鹏
姜春鹏（1985年2月25日—），男，黑龙江密山人，曾任中国国家散打队队长。2003年进入宁夏武术散打队。凭借扎实的基本功和较强的专业悟性，训练水平和技战术提升很快，以进攻带防守，打法硬朗凶狠，擅长拳、腿，膝盖攻击。

## 所获荣誉
2010年 功夫王争霸赛75公斤级四强，但因备战亚运会，提前退出擂主争夺 
2010年全国散打冠军赛75kg冠军
2010年 全国散打锦标赛75公斤级亚军
2008年 中国武术散打功夫王争霸赛70公斤级擂主 
2007年 伊朗总统杯武术散打比赛70公斤级冠军
2006年 全国冠军赛70公斤级冠军
2005年 全国俱乐部联赛70公斤级冠军